# ペンエア
ペンエア（英: PenAir）ことペニンシュラエアウェイズ（英: Peninsula Airways）はアメリカ合衆国の航空会社。2020年運航停止。
ペニンシュラは英語で半島の意味である。

## 概要
1955年にキングサーモン～パイロットポイント間の地域航空会社として創業。使用機材はパイパーPA-20。
1969年から1991年の間は、リーブ・アリューシャン航空とコードシェアをしていた。
1991年からはアラスカ航空、レイバンアラスカ航空とコードシェアをしている。
2017年に連邦倒産法11章の適用を受けたが、運航を継続した。
その後、アラスカ航空やフロンティアフライングサービスの資金援助により経営を再建した。
2019年6月1日をもって自社ウェブサイトを閉鎖し、レイバンアラスカ航空のウェブサイトに統合された。

## 就航都市
| 国             | 都市                       | 空港               |
| -------------- | -------------------------- | ------------------ |
| アメリカ合衆国 | アラスカ州、アンカレジ     | アンカレジ空港     |
| アメリカ合衆国 | アラスカ州、コールドベイ   | コールドベイ空港   |
| アメリカ合衆国 | アラスカ州、ディリングハム | ディリングハム空港 |
| アメリカ合衆国 | アラスカ州、ウナラスカ     | ウナラスカ空港     |
| アメリカ合衆国 | アラスカ州、キングサーモン | キングサーモン空港 |
| アメリカ合衆国 | アラスカ州、コディアク     | コディアク空港     |
| アメリカ合衆国 | アラスカ州、フェアバンクス | フェアバンクス空港 |
| アメリカ合衆国 | アラスカ州、サンドポイント | サンドポイント空港 |

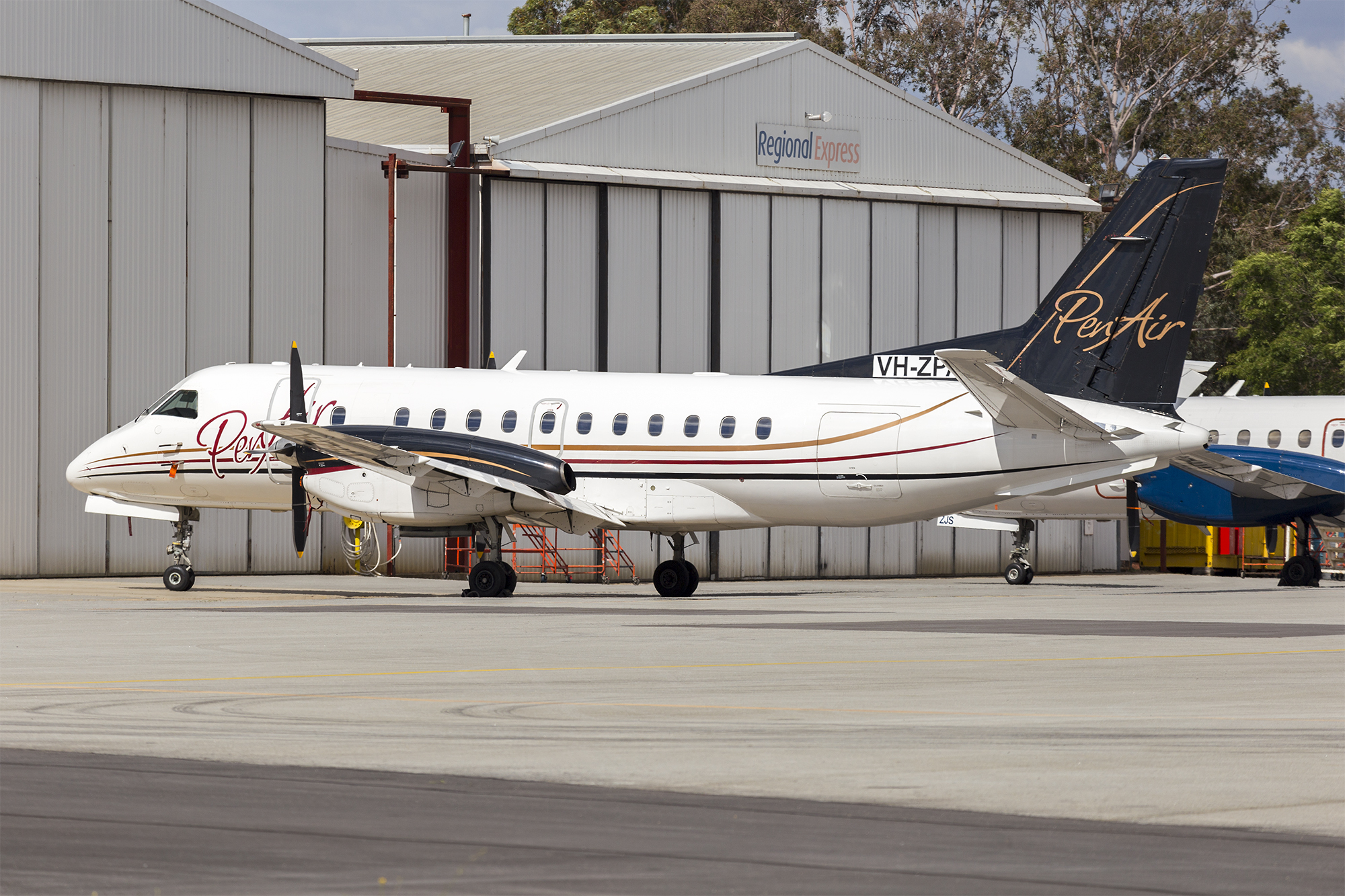
サーブ2000

全便アラスカ航空、レイバンアラスカ航空とコードシェア

## 保有機材

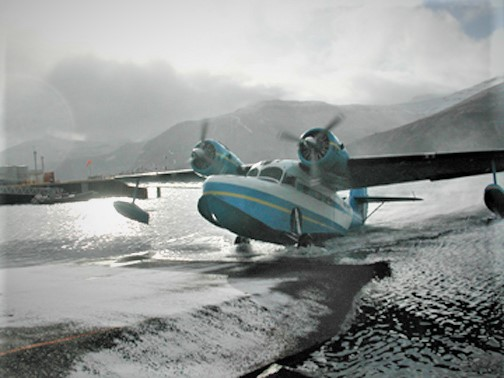
グラマン G-21

| 機材          | 保有数 | 座席数 | 備考                   |
| ------------- | ------ | ------ | ---------------------- |
| サーブ2000    | 5      | 45     | 事故で一機損失         |
| グラマン G-21 | 1      | ー     | 2012年から使用歴なし。 |
| グラマン G-44 | 1      | ー     |                        |

### 過去の機材
- セスナ208
- セスナ 441（英語版）
- パイパー PA-31（英語版）
- パイパー PA-32（英語版）
- サーブ340

## 事故

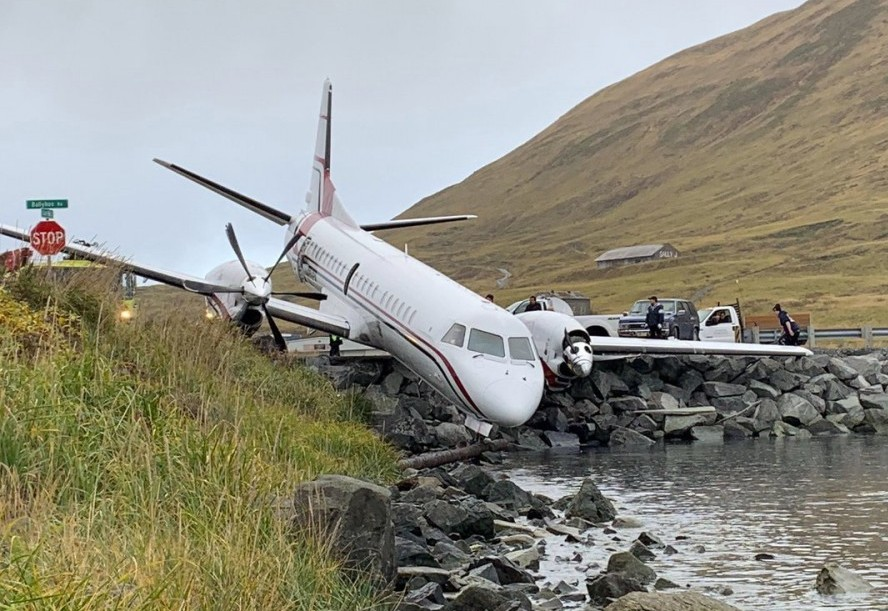
ウナラスカ空港の滑走路を逸脱したペンエアのサーブ2000

2001年10月10日ペンエア350便（セスナ208）がディリングハム空港離陸直後に不時着。乗客乗員は全員生存した。
2019年10月17日ペンエア3296便（サーブ2000）がウナラスカ空港で着陸を失敗し乗客一名が死亡。